# 동아시아 공동체
동아시아 공동체(東- 共同體, 영어: East Asian Community, EAC)는 좁게는 동아시아, 넓게는 동아시아와 동남아시아 나라 사이의 경제 협력체로서 구상된 지역 기구이다. 아세안+3 또는 동아시아 정상회의가 통합 무역 블록으로 제안되었다.

## 역사

### 동아시아 정상회의 창설 이전
[[파일:ASEAN with Plus 3 and Plus 6.png|right|섬네일|

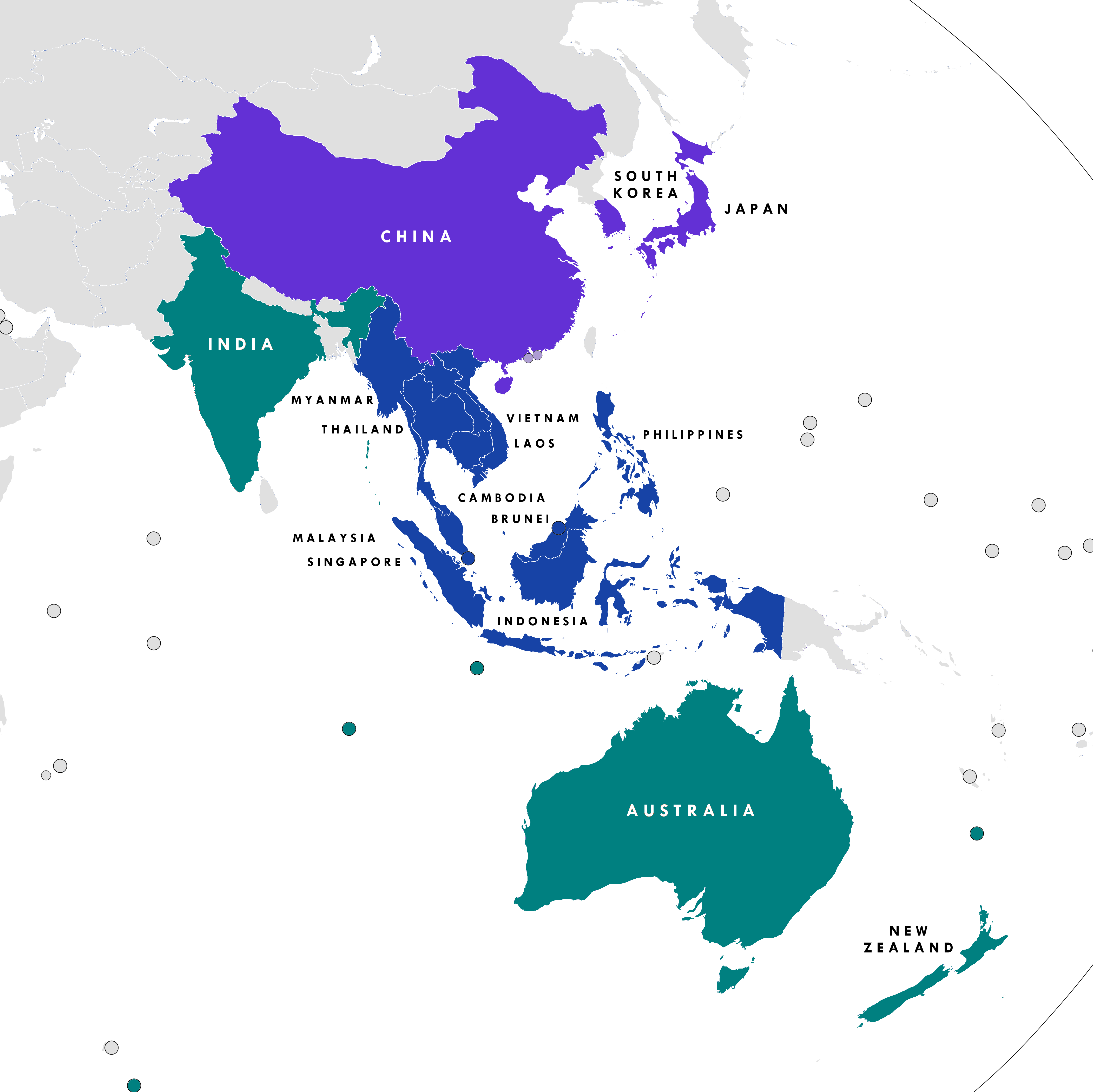
동남아시아 국가 연합
아세안+3
범례|#0d675e|아세안+6

1967년에 필리핀, 말레이시아, 태국, 인도네시아, 싱가포르는 베트남의 공산주의 팽창 정책과 그에 따른 자국 내 공산주의 반군이 문제로 대두되자 동남아시아 국가 연합을 결성하였다. 이후 1990년에 말레이시아가 당시 동남아시아 국가 연합의 구성국인 브루나이, 인도네시아, 말레이시아, 필리핀, 태국으로 구성된 동아시아 경제 집단 창설을 제안하였다.
일련의 실패 이후 동남아시아 국가 연합과 주변국은 아세안+3을 1997년에 창설하여 1999년에 공식화 하였고 이 연합의 의의는 1997년의 아시아 금융 위기에서 나타났다. 더불어 1999년에 동남아시아 국가 연합은 동아시아 통합을 주제로 동아시아 협력에 관한 공동성명을 발표하였다. 2001년에 아세안+3은 1998년에 발표한 저명한 인사로 구성된 동아시아 전망 기구를 설립하였다. 2002년에 아세안+3은 동아시아 연구 기구로부터 최종 보고서를 받았고 여기에는 동아시아 정상회의의 창설을 권고하는 내용이 담겨 있었다. 그 결과로 2005년에 동아시아 정상회의이 창설되었고 아세안+6으로도 알려진 인도, 오스트레일리아, 뉴질랜드와 함께 아세안+3의 전 구성국이 동아시아 정상회의에 참가함에 따라 아세안+3의 지위는 낮아지고 있다.

## 같이 보기
- 동아시아 포괄적 경제 동반자 협정
- 역내 포괄적 경제 동반자 협정